# Mimalblymoroides freudei
Mimalblymoroides freudei är en skalbaggsart som beskrevs av Stefan von Breuning 1973. Mimalblymoroides freudei ingår i släktet Mimalblymoroides och familjen långhorningar. Inga underarter finns listade i Catalogue of Life.